# NesC
nesC (от англ. Network embedded systems "Сетевые встроенные системы" + C "[язык программирования] Си) — это компонентный событийно-ориентированный язык программирования. Используется для создания приложений для платформы TinyOS. TinyOS - среда, созданная для встроенных устройств, которые используются в беспроводных сенсорных сетях.
nesC - расширение языка Си (то есть код на Си полностью корректен для компилятора nesC), добавляющее дополнительные возможности, например:
1. Компоненты похожи на объекты, но, в отличие от них, создаются на время компиляции
2. Интерфейсы - это наборы функций, которые описывают службы. Одной из их уникальных особенностей является то, что они могут быть двунаправленным: два составных компонента, которые взаимодействуют через единый интерфейс, каждый из которых обладает своим набором функций.
3. Параллелизм nesC основан на параллелизме TinyOS[2].